# ماجرای جنگل
ماجرای جنگل فیلمی به کارگردانی مهدی میرصمدزاده و نویسندگی مجتبی عطایی محصول سال ۱۳۳۹ است.

## بازیگران
- ایرج قادری
- تهمینه
- علی زندی
- بیک خان
- مهین شهابی